# Plauno
Plauno o Plaunig (in croato Plavnik) è un'isola della Croazia settentrionale, che fa parte dell'arcipelago delle isole Quarnerine ed è situata tra l'isola di Cherso a ovest e quella di Veglia a est.
Amministrativamente appartiene alla città di Veglia, nella regione litoraneo-montana.

## Geografia

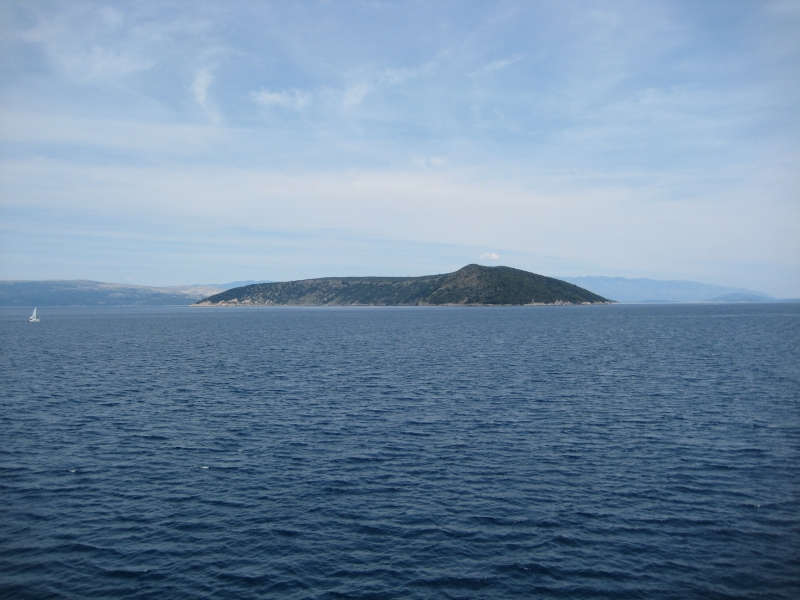
Plauno visto dal mare

Situata nel Quarnerolo, tra le più grosse isole di Cherso e Veglia, dista, nei punti più ravvicinati, circa 1 km dalla prima e 3,1 km dalla seconda.
Si estende per una lunghezza di 6,1 km in direzione nordovest-sudest e misura 2,3 km di larghezza massima al centro. La sua superficie è pari a 8,64 km² e le sue coste si sviluppano per 18,477 km
Geograficamente Plauno fa parte dell'arcipelago chersino-lussignano ed è separata da Cherso per mezzo del canale della Corsia (Krušija kanal). Più ampio sul lato nordorientale è il canale di Veglia, detto anche canale di Mezzo (Srednja vrata), che la divide da Veglia e dal golfo di Fiume. L'isola, che raggiunge i 193,6 m s.l.m. e presenta una scarsa vegetazione di tipo mediterraneo, è affiancata da alcuni scogli: Plauno Piccolo (Mali Plavnik) e gli isolotti Cormato (Kormati).

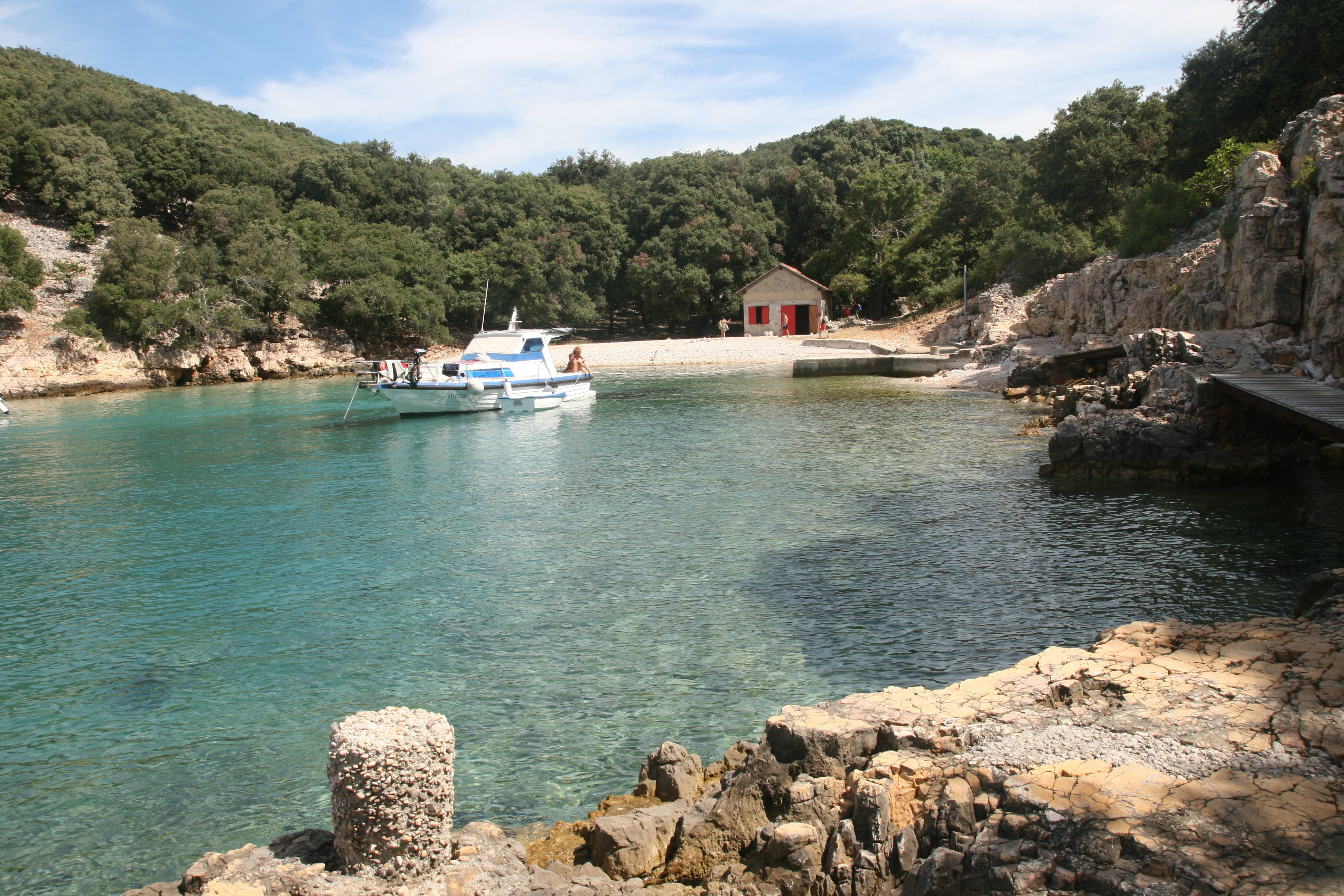
Approdo nella baia della Corsia

Le coste sono ripide e di difficile accesso in tutta la parte settentrionale; nel resto dell'isola sono invece più dolci e lineari, con diversi punti d'approdo. In uno di questi, valle Musoni (uvala Krušija), si trova un piccolo porto con un molo, utilizzato soprattutto dai turisti perché riparato dai venti.

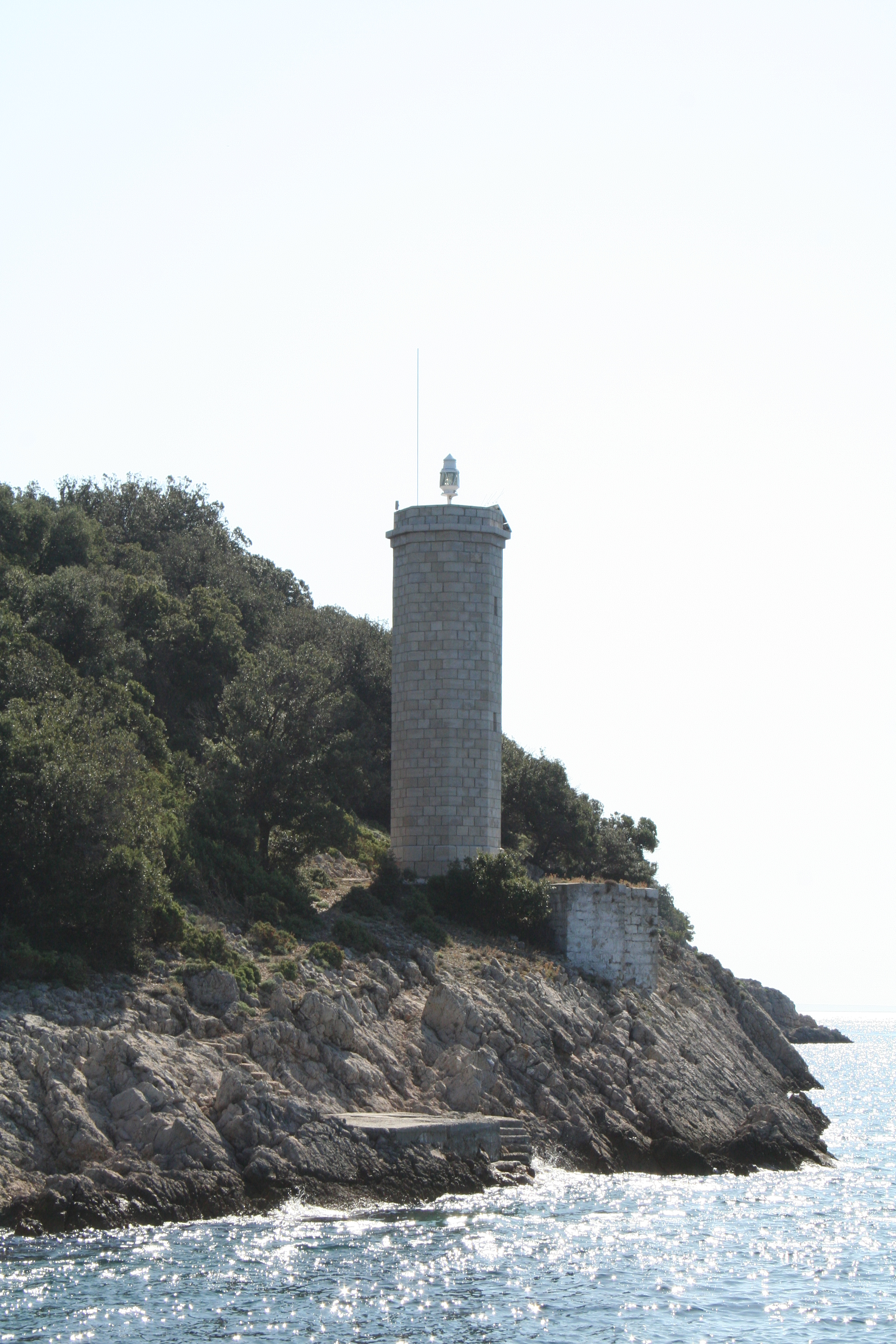
Il faro all'ingresso del canale della Corsia, nei pressi di punta Grussia

A nordest Plauno raggiunge il punto più settentrionale a punta Depin Pelosa (rt Mali Pin), il più orientale è punta Sottile (Tenka punta), quello più meridionale punta Madonna (rt Madona) e quello più occidentale punta Grussia (rt Veli Pin). Su quest'ultima, che si trova al termine di un lungo promontorio, sorge un faro che aiuta l'ingresso nel canale della Corsia.

### Flora e fauna
L'isola è dominata da una tipica vegetazione mediterranea, con pascoli rocciosi e cespugli, a cui si accompagnano diversi esemplari di querce.
Plauno ha un'importanza particolare per la salvaguardia del grifone, che in Croazia è minacciato di estinzione. Lungo la costa settentrionale si è registrata la presenza di tre coppie che qui vivono e nidificano.
Sull'isola si contano 31 specie di uccelli, tra le quali: il biancone, l'aquila reale, il gheppio, il gufo reale, l'assiolo, il passero solitario e la coturnice
I piccoli specchi d'acqua danno invece rifugio a rari esemplari di anfibi, invertebrati e rettili, tra cui la testuggine palustre europea e la tartaruga di terra.

## Storia
Inclusa tra le aspirazioni territoriali italiane nel Patto di Londra, alla conferenza di pace di Parigi (1919) al contrario della vicina Cherso fu assegnata al Regno di Jugoslavia, di cui ha poi seguito le sorti.

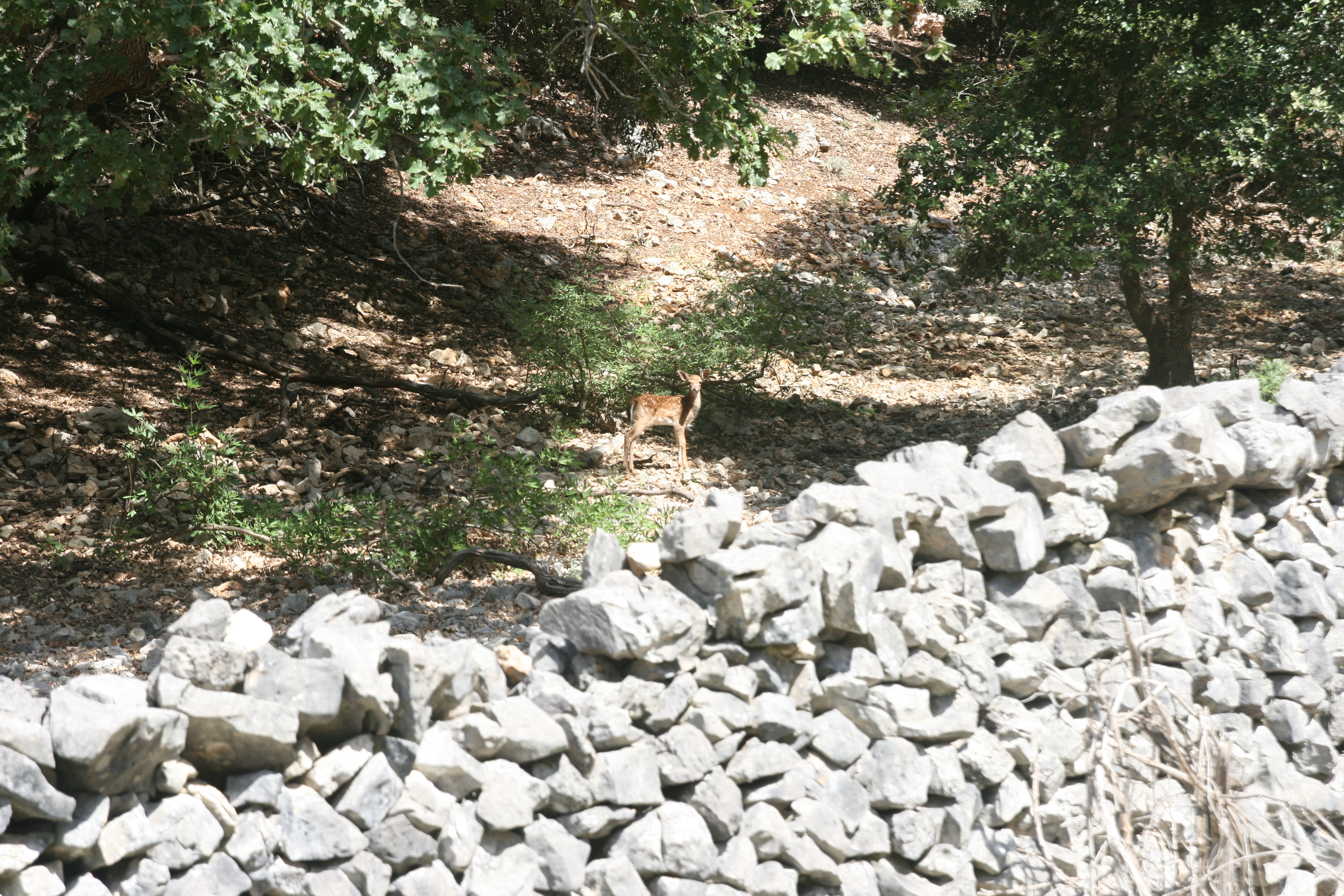
Un daino sull'isola di Plauno

## Economia e trasporti
Verso Plauno non esistono linee marittime permanenti, ad eccezione delle imbarcazioni stagionali che trasportano i visitatori. Sull'isola è presente anche un aeroporto che consente l'atterraggio a piccoli velivoli ed elicotteri.
L'isola è disabitata anche se al centro sorge un piccolo insediamento utilizzato da turisti.
Il terreno è usato come pascolo per pecore ma ultimamente viene usato anche come terreno di caccia, vista la presenza di conigli, coturnici e l'introduzione di alcuni daini negli ultimi 15 anni.